# The Tommyknockers
The Tommyknockers (Brasil: The Tommyknockers – Tranquem Suas Portas ) é um telefilme estadunidense de 1993, do gênero terror, dirigido por John Power e com roteiro baseado em obra do escritor Stephen King.

## Sinopse
O filme relata as coisas estranhas que começam a acontecer em uma pequena cidade do interior depois que uma romancista inadvertidamente dessacraliza um antigo cemitério indígena.

## Elenco
- Jimmy Smits
- Marg Helgenberger
- John Ashton
- Allyce Beasley
- Robert Carradine
- Joanna Cassidy